# Ledce (ort i Tjeckien, lat 50,22, long 16,04)
Ledce är en ort i Tjeckien. Den ligger i den centrala delen av landet, 120 km öster om huvudstaden Prag. Ledce ligger 248 meter över havet och antalet invånare är 282.
Terrängen runt Ledce är huvudsakligen platt, men åt sydost är den kuperad. Runt Ledce är det ganska tätbefolkat, med 116 invånare per kvadratkilometer. Närmaste större samhälle är Hradec Králové, 15,0 km väster om Ledce. I omgivningarna runt Ledce växer i huvudsak blandskog.